# 䏟
䏟指三氢化铋分子中的氢原子部分或全部被烃基取代的一类有机化合物，䏟大多具有毒性，用格氏试剂和三氯化铋作用可制得三烷基䏟。
- 注意，三氢化铋的英文名称和䏟的英文名称相同，都为bismuthine，故有时也将三氢化铋归入䏟中。
- 䏟，Unicode代码43DF，字形为“⺼必”。